# Leopold Wharton
Leonard Wharton (Manchester, 1º settembre 1870 – 27 settembre 1927) è stato un regista e produttore cinematografico britannico conosciuto anche con i nomi alternativi di L.D. Wharton, Leopold D. Wharton, Leo Wharton. 
Nella sua carriera girò 37 film tra il 1911 e il 1922, lavorando con il fratello Theodor, anche lui regista e produttore, con il quale fondò i Wharton Studios che avevano sede a Ithaca, nello stato di New York.

## Filmografia

### Regista
- The Rival Brothers' Patriotism (1911)
- Memories (1912)
- Locked Out of Wedlock (1912)
- The Striped Bathing Suit (1912)
- The Elusive Kiss (1913)
- An Exciting Honeymoon (1913)
- An Itinerant Wedding (1913)
- Baseball's Peerless Leader - cortometraggio, documentario (1913)
- The Boundary Rider, co-regia di Theodore Wharton (1914)
- The Warning (1914)
- The Pawn of Fortune, co-regia di Theodore Wharton (1914)
- A Prince of India, co-regia di Theodore Wharton (1914)
- The Fireman and the Girl, co-regia di Theodore Wharton (1914)
- I misteri di New York (The Exploits of Elaine), co-regia di Louis J. Gasnier, George B. Seitz - serial (1914)
- The Stolen Birthright, co-regia di Louis J. Gasnier e Theodore Wharton (1914)
- The New Exploits of Elaine, co-regia di Louis J. Gasnier, Theodore Wharton - serial (1915)
- Transatlantic (The Romance of Elaine), co-regia di Theodore Wharton - serial (1915)
- The New Adventures of J. Rufus Wallingford, co-regia di Theodore Wharton - serial (1915)
- Hazel Kirke, co-regia con Louis J. Gasnier, Theodore Wharton  (1916)
- The Mysteries of Myra, co-regia di Theodore Wharton (1916)
- The Lottery Man, co-regia di Theodore Wharton (1916)
- Beatrice Fairfax, co-regia di Theodore Wharton - serial (1916)
- The Crusher, co-regia di Theodore Wharton (1917)
- Patria (episodi 1-10), co-regia di Theodore Wharton - serial (1917)
- The Black Stork, co-regia di Theodore Wharton (1917)
- The Great White Trail, co-regia di Theodore Wharton (1917)
- Below Zero (1917)
- The Missionary, co-regia di Theodore Wharton (1918)
- Mission of the War Chest, co-regia di Theodore Wharton (1918)
- Marriage a la Mode (1918)
- Kute Kids vs. Kupid (1918)
- The Eagle's Eye, co-regia di George Lessey, Wellington A. Playter e Theodore Wharton - serial (1918)
- The Red Peril, co-regia di Theodore Wharton (1919)
- Squire Phin (1922)
- Welcome to Our City (1922)
- Mr. Potter of Texas (1922)
- Mr. Bingle (1922)

### Produttore
- The Boundary Rider, regia di Leopold Wharton e Theodore Wharton (1914)
- A Change of Heart (1914)
- The Warning, regia di Leopold Wharton (1914)
- The Pawn of Fortune, regia di Leopold Wharton e Theodore Wharton (1914)
- A Prince of India, regia di Leopold Wharton e Theodore Wharton (1914)
- I misteri di New York (The Exploits of Elaine), regia di Louis J. Gasnier, George B. Seitz e Leopold Wharton (1914)
- The Stolen Birthright, regia di Louis J. Gasnier, Leopold Wharton e Theodore Wharton (1914)
- The Yellow Peril (1915)
- The Lost Pearl (1915)
- The New Exploits of Elaine di Louis J. Gasnier, Leopold Wharton e Theodore Wharton (1915)
- Transatlantic (The Romance of Elaine), di George B. Seitz, Theodore Wharton e Leopold Wharton (1915)
- The New Adventures of J. Rufus Wallingford di James Gordon, Leopold Wharton e Theodore Wharton (1915)
- The City di Theodore Wharton (1916)
- Hazel Kirke di Louis J. Gasnier, Leopold Wharton e Theodore Wharton (1916)
- The Mysteries of Myra di Leopold Wharton e Theodore Wharton (1916)
- The Lottery Man di Leopold Wharton e Theodore Wharton (1916)
- Beatrice Fairfax di Leopold Wharton e Theodore Wharton (1916)
- Patria (episodi 1-10), regia di Jacques Jaccard, Leopold Wharton e Theodore Wharton (1917)
- The Great White Trail, regia di Leopold Wharton e Theodore Wharton (1917)
- Below Zero, regia di Leopold Wharton (1917)
- The Candidates, regia di Robin H. Townley (1918)
- Kute Kids vs. Kupid (1918)
- The Eagle's Eye, regia di George Lessey, Wellington A. Playter, Leopold Wharton e Theodore Wharton - serial (1918)
- April Fool, regia di John K. Holbrook (1918)

### Sceneggiatore
- The Great White Trail, regia di Leopold Wharton e Theodore Wharton (1917)
- April Fool, regia di John K. Holbrook (1918)

### Attore
- Abraham Lincoln's Clemency, regia di Theodore Wharton (1910)
- A Prince of India (1914)